# Safed Koh
Safed Koh (hist. Paropamis) – góry leżące na terytorium Afganistanu będące zachodnim przedłużeniem Hindukuszu. Ich największy szczyt to Kuh-i Hisar (3588 m n.p.m.).
Góry Safed Koh składają się głównie z mezozoicznych łupków i wapieni oraz trzeciorzędowych zlepieńców i piaskowców, wytworzonych w orogenezie alpejskiej. U podnóża występuje głównie roślinność półpustynna, która w nieco wyższych partiach przechodzi w lasy pistacjowe i jałowcowe, jeszcze wyżej występują przeważnie formacje wysokogórskie.